# Omar Monza
Omar Ubaldo Monza Ricciardi (Buenos Aires, 17 febbraio 1929 – 17 giugno 2017) è stato un cestista argentino.

## Carriera
Con l'Argentina ha disputato i Campionati mondiali del 1950 e i Giochi olimpici di Helsinki 1952.